# Vịt Mốc Bình Định
Vịt Mốc là giống vịt hướng trứng, có màu lông nâu nhạt giống như mốc nên gợi là vịt Mốc, được hình thành do quá trình lai tạo tự nhiên và đã có từ lâu đời ở vùng Gò Bồi, huyện Tuy Phước, ở phía Đông của tỉnh Bình Định. Hiện nay, vịt có ở nhiều nơi của vùng duyên hải miền trung..

## Đặc điểm
Lúc mới nở, vịt con có hình dáng thon, dài; lông màu lang như bị mốc; mỏ và chân vàng nhạt. Khi trưởng thành, vịt có mình thon, ngực lép, đầu thon, cổ thon dài, hình dáng tạo với mặt đất 1 góc 45°; lông màu nâu nhạt, vàng có đốm nâu, vàng hoe và vàng, ở con trống có 1 - 2 lông móc; mỏ và chân có màu xám đen (chì), đỏ hoặc vàng; khối lượng 1,4 - 1,5 kg/con. Khả năng sản xuất: Vịt đẻ bói lúc 140 ngày tuổi, năng suất trứng đạt 90 quả/25 tuần, khối lượng trứng đạt 55 gram/quả.